# Kyrie Irving
Kyrie Andrew Irving (IPA: /ˈkaɪriː/), född 23 mars 1992 i Melbourne i Australien, är en australisk-amerikansk basketspelare som spelar för Dallas Mavericks i NBA som Shooting guard.
Kyrie Irving föddes i Melbourne, Australien, men är uppväxt i New Jersey, USA. Han spelade för Duke University som freshman innan han blev vald som nummer ett i 2011 års draft. Säsongen 2011/2012 blev Kyrie Irving vald till årets rookie i NBA. Han vann också trepoängstävlingen 2013 och startade i All-Star Game 2013. Han startade återigen i All-Star Game 2014 och blev även vald till All-Star MVP i matchen med sina 31 poäng och 14 assist. Kyrie är även känd för att vara "Uncle Drew" i Pepsi Max-reklamerna som har blivit en riktig YouTube-succé.
Vid olympiska sommarspelen 2016 i Rio de Janeiro spelade han i det amerikanska landslag som tog guld.